# Phelsuma nigra
Phelsuma nigra este o specie de șopârle din genul Phelsuma, familia Gekkonidae, descrisă de Boettger 1913. A fost clasificată de IUCN ca specie cu risc scăzut. Conform Catalogue of Life specia Phelsuma nigra nu are subspecii cunoscute.

## Galerie

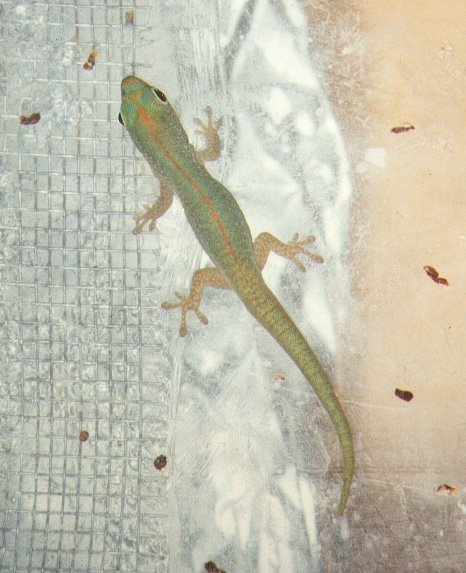
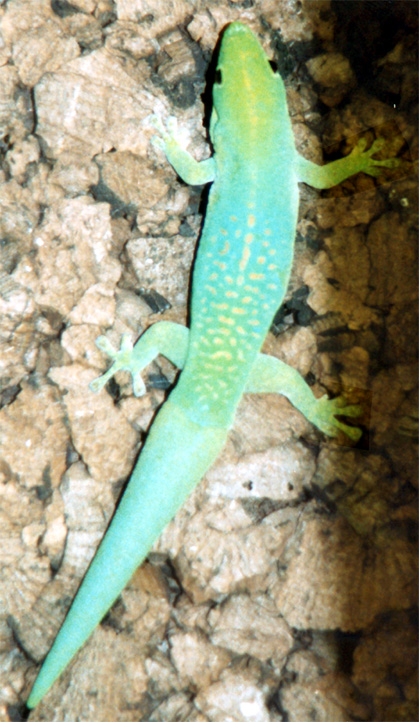